# Wiktor Dwirnyk
Wiktor Hennadijowycz Dwirnyk, ukr. Віктор Генадійович Двірник, ros. Виктор Геннадьевич Двирнык, Wiktor Giennadjewicz Dwirnyk (ur. 28 lutego 1969 w Kijowie) – ukraiński piłkarz, grający na pozycji napastnika, a wcześniej pomocnika.

## Kariera piłkarska

### Kariera klubowa
Wychowanek Szkoły Piłkarskiej Dynamo Kijów, w drużynie rezerw którego w 1986 rozpoczął karierę piłkarską. W 1989 występował w klubach Dynamo Biała Cerkiew i Sudnobudiwelnyk Mikołajów. W 1990 wyjechał za granicę, gdzie najpierw bronił barw słowackich klubów Chemlon Humenné i Inter Bratysława, a od 1992 czeskich klubów Sparta Praga i Bohemians 1905. W 1995 na krótko powrócił do Interu Bratysława, po czym przeszedł do greckiej AE Larisy. Latem 1996 powrócił do Czech, gdzie występował w Bohemiansie i SK Český Brod, a na początku 1998 przeniósł się do Chorwacji, gdzie został piłkarzem NK Mladost 127. W 2000 zakończył karierę piłkarską w NK Istra.

## Sukcesy i odznaczenia

### Sukcesy klubowe
- mistrz Czechosłowacji: 1993
- mistrz Czech: 1994
- finalista Pucharu Czechosłowacji: 1993
- finalista Pucharu Czech: 1994